# Astra Giurgiu
FC Astra Giurgiu – rumuński klub piłkarski mający siedzibę w mieście Giurgiu, stolicy okręgu o tej samej nazwie. Do 2012 siedzibą klubu było Ploeszti, leżące w okręgu Prahova.

## Historia
W 1934 roku został utworzony klub, nazwany wówczas Astra Ploeszti. Do 1998 nie osiągnął żadnych znaczących sukcesów. Latem 1998 roku po raz pierwszy awansował do pierwszej ligi, w której występował przez 5 sezonów, dopóki w 2003 roku nie połączył się z klubem Petrolul Ploeszti. Po dwóch latach w 2005 roku Ioan Niculae ponownie organizował klub. W 2007 roku doszło do zmiany nazwy na FC Ploeszti, a w 2009 po ponownym awansie do Dywizji A przywrócono historyczną nazwę Astra Ploeszti.
W 2012 klub został przeniesiony z Ploeszti do Giurgiu
Sukcesem zespołu było 9. miejsce w pierwszej lidze w sezonach 2000/2001 oraz 2002/2003. Jeden raz zespół wygrywał rozgrywki drugiej ligi. W sezonach 2001/2002 oraz 2002/2003 klub dotarł do półfinału Pucharu Rumunii. W sezonie 2013/2014 Astra została Wicemistrzem Rumunii, by w następnym sezonie po dwumeczu z Olympique Lyon (2:0, 0:1) awansować do fazy grupowej Ligi Europejskiej.
W sezonie 2015/2016 zespół zdobył mistrzostwo Rumunii.
Zespół ze względu na problemy kadrowe wycofał się w trakcie sezonu 2022/23 z Ligi III.

## Sukcesy
- Liga I
  - mistrzostwo (1): 2015/2016
  - wicemistrzostwo (1): 2013/2014
- Liga II
  - mistrzostwo (1): 1997/1998
  - wicemistrzostwo  (1): 2008/2009
- Liga III
  - mistrzostwo (1): 2007/2008
- Puchar Rumunii
  - zwycięstwo (1): 2013/2014
  - finał (3): 2016/2017, 2018/2019, 2020/2021
- Superpuchar Rumunii
  - zwycięstwo (2): 2014, 2016

## Obecny skład
Stan na 23 marca 2021
| Nr | Poz. | Piłkarz            |
| -- | ---- | ------------------ |
| 1  | BR   | David Lazar        |
| 2  | OB   | Hugo Sousa         |
| 3  | OB   | Abdel Lamanje      |
| 4  | OB   | Daniel Graovac     |
| 5  | OB   | Cătălin Ion        |
| 7  | PO   | Dario Čanađija     |
| 8  | PO   | Sébastien Wüthrich |
| 9  | NA   | Sulejman Krpić     |
| 11 | NA   | Valentin Gheorghe  |
| 12 | BR   | Mihai Popa         |
| 14 | NA   | Raoul Baicu        |
| 19 | NA   | Kehinde Fatai      |
| 20 | OB   | David Bruno        |
| 21 | PO   | Ljuban Crepulja    |

| Nr | Poz. | Piłkarz                  |
| -- | ---- | ------------------------ |
| 23 | BR   | Mirel Bolboașă           |
| 25 | OB   | Valerică Găman (kapitan) |
| 27 | OB   | Igor Jovanović           |
| 28 | OB   | Momčilo Raspopović       |
| 31 | NA   | Alexandru Ioniță         |
| 43 | NA   | Mattia Montini           |
| 77 | NA   | Albert Stahl             |
| 80 | NA   | George Merloi            |
| 90 | NA   | Mihai Răduț              |
| 91 | PO   | Yann Boé-Kane            |
| 92 | PO   | Robert Riza              |
| 96 | NA   | Silviu Balaure           |
| 99 | PO   | Dragoș Gheorghe          |

### Piłkarze na wypożyczeniu
| Nr | Poz. | Piłkarz                                          |
| -- | ---- | ------------------------------------------------ |
|    | PO   | Romario Moise (wypożyczony do Petrolul Ploeszti) |
|    | OB   | Radu Crișan (wypożyczony do Dunărea Călărași)    |

| Nr | Poz. | Piłkarz                                                   |
| -- | ---- | --------------------------------------------------------- |
|    | NA   | Raul Gavîrliță (wypożyczony do FC Metaloglobus București) |
|    | OB   | Mihai Cohan (wypożyczony do SCM Zalău)                    |

## Reprezentanci kraju grający w klubie
- Marius Alexe
- Florentin Dumitru
- Liviu Ganea
- Dan Lăcustă
- Adrian Mihalcea
- Ștefan Preda
- Florin Prunea
- Pompiliu Stoica
- Iosif Tâlvan
- Ousmane N’Doye

## Europejskie puchary
Legenda do wszystkich tabel:
- Q – runda eliminacyjna, 1/16, 1/8, 1/4, 1/2 – odpowiednia faza rozgrywek, Grupa – runda grupowa, 1r gr – pierwsza runda grupowa, 2r gr – druga runda grupowa, F – finał, R – runda, PO – play-off
- k. – rzuty karne, los. – losowanie, Dogr. – dogrywka, w. – zasada bramek strzelonych na wyjeździe

| Sezon   | Rozgrywki     | Runda   | Klub                         | Dom | Wyjazd | Ogólnie    |
| ------- | ------------- | ------- | ---------------------------- | --- | ------ | ---------- |
| 2013/14 | Liga Europy   | 1Q      | Domžale                      | 2–0 | 1–0    | 3–0        |
| 2013/14 | Liga Europy   | 2Q      | Omonia Nikozja               | 1–1 | 2–1    | 3–2        |
| 2013/14 | Liga Europy   | 3Q      | AS Trenčín                   | 2–2 | 3–1    | 5–3        |
| 2013/14 | Liga Europy   | PO      | Maccabi Hajfa                | 1–1 | 0–2    | 1–3        |
| 2014/15 | Liga Europy   | 3Q      | Slovan Liberec               | 3–0 | 3–2    | 6–2        |
| 2014/15 | Liga Europy   | PO      | Olympique Lyon               | 0–1 | 2–1    | 2–2, w.    |
| 2014/15 | Liga Europy   | Grupa D | Red Bull Salzburg            | 1–2 | 1–5    | 4. miejsce |
| 2014/15 | Liga Europy   | Grupa D | Celtic F.C.                  | 1–1 | 1–2    | 4. miejsce |
| 2014/15 | Liga Europy   | Grupa D | Dinamo Zagrzeb               | 1–0 | 1–5    | 4. miejsce |
| 2015/16 | Liga Europy   | 2Q      | Inverness Caledonian Thistle | 0–0 | 1–0    | 1–0        |
| 2015/16 | Liga Europy   | 3Q      | West Ham United              | 2–1 | 2–2    | 4–3        |
| 2015/16 | Liga Europy   | PO      | AZ Alkmaar                   | 3–2 | 0–2    | 3–4        |
| 2016/17 | Liga Mistrzów | 3Q      | FC København                 | 1–1 | 0–3    | 1–4        |
| 2016/17 | Liga Europy   | PO      | West Ham United              | 1–1 | 1–0    | 2–1        |
| 2016/17 | Liga Europy   | Grupa E | Viktoria Pilzno              | 1–1 | 2–1    | 2. miejsce |
| 2016/17 | Liga Europy   | Grupa E | AS Roma                      | 0–0 | 0–4    | 2. miejsce |
| 2016/17 | Liga Europy   | Grupa E | Austria Wiedeń               | 2–3 | 2–1    | 2. miejsce |
| 2016/17 | Liga Europy   | 1/16    | KRC Genk                     | 2–2 | 0–1    | 2–3        |
| 2017/18 | Liga Europy   | 2Q      | Zirə Baku                    | 3–1 | 0–0    | 3–1        |
| 2017/18 | Liga Europy   | 3Q      | FK Ołeksandrija              | 0–0 | 0–1    | 0–1        |